# Brimah Razak
Brimah Razak (Accra, 22 de junho de 1987) é um futebolista profissional ganês que atua como goleiro.

## Carreira
Brimah Razak fez parte do elenco da Seleção Ganesa de Futebol na Campeonato Africano das Nações de 2017.

## Títulos
Gana
- Campeonato Africano das Nações: 2015 2º Lugar.

Mamelodi Sundowns
- Campeonato Sul-Africano de Futebol: 2017-18

Linares Deportivo
- Tercera División: 2019-20